# 中納言局 (平知盛の娘)
中納言局（ちゅうなごんのつぼね、治承5年（1181年） - ?）は、鎌倉時代前期の女官。平家一門の平知盛の娘。母は治部卿局。後堀河天皇の内裏女房。藤原範茂の妻。子に範継、女子（藤原隆親妻、のちに離別）。
治承・寿永の乱の最中に誕生し、間もなく生家である平家一門は安徳天皇を擁して都を落ちる事となり、父母と共に西走した。兄知章や父知盛は合戦の中で討ち死に・自害を遂げ、母治部卿局は生き延びて娘と供に都へ戻った。建久7年（1196年）、同母兄の知忠が謀反を起こして梟首されている。
承久3年（1221年）6月の承久の乱では、夫範茂が後鳥羽上皇方の首謀者として処刑された。16歳であった子の範継は助命された。
乱の後、鎌倉幕府の意向により、母治部卿局が乳母を務めた後高倉院の子である後堀河天皇が擁立される。中納言局は後堀河天皇の内裏女房として仕え、『明月記』（嘉禄元年（1225年）5月13日条）に「権勢の女」と記されている。